# Origin Vol. 1
Origine vol. 1 (noto anche come Origin I) è un album della band svedese The Soundtrack of Our Lives. È uscito in Europa nell'ottobre 2004 e negli Stati Uniti nel marzo 2005. L'attore e cantante Jane Birkin appare nel brano "Midnight Children".
La canzone Bigtime è stata utilizzata come sigla ufficiale di WrestleMania 21 ed è stata successivamente utilizzata nel videogioco Gran Turismo 4 come parte della colonna sonora. Bigtime è stato utilizzato anche da Sky One in una pubblicità per un nuovo episodio di Futurama. E anche la canzone Mother One Track Mind è stata utilizzata in Gran Turismo 4 come parte della colonna sonora.
I singoli dell'album sono Bigtime, Heading For a Breakdown e Believe I've Found.

## Tracce
1. Believe I've Found – 3:27
2. Transcendental Suicide – 6:16
3. Bigtime – 4:05
4. Heading for a Breakdown – 4:02
5. "Mother One Track Mind" – 3:44
6. Midnight Children – 4:39
7. Lone Summer Dream – 5:07
8. Royal Explosion (Part II) – 3:19
9. Wheels of Boredom – 2:52
10. Borderline – 4:02
11. Song for the Others – 3:47
12. Age of No Reply – 6:50